# 2004年夏季奥林匹克运动会皮划艇比赛
2004年夏季奥林匹克运动会的皮划艇比赛从8月17日－8月28日举行。其中静水皮划艇的比赛从8月23日－28日在奥林匹克赛艇皮划艇中心举行，而激流皮划艇比赛则在奥林匹克皮划艇激流障碍中心举行。共分为16个项目。

## 奖牌榜

### 各国奖牌榜
| 排名                      | 国家 / 地区               | 金牌 | 銀牌 | 銅牌 | 总计 |
| ------------------------- | ------------------------- | ---- | ---- | ---- | ---- |
| 1                         | 德国（GER）               | 4    | 4    | 1    | 9    |
| 2                         | 匈牙利（HUN）             | 3    | 1    | 2    | 6    |
| 3                         | 斯洛伐克（SVK）           | 2    | 1    | 1    | 4    |
| 4                         | 法国（FRA）               | 2    | 0    | 1    | 3    |
| 5                         | 西班牙（ESP）             | 1    | 1    | 0    | 2    |
| 6                         | 加拿大（CAN）             | 1    | 0    | 2    | 3    |
| 7                         | 挪威（NOR）               | 1    | 0    | 1    | 2    |
| 8                         | 中国（CHN）               | 1    | 0    | 0    | 1    |
| 8                         | 瑞典（SWE）               | 1    | 0    | 0    | 1    |
| 10                        | （AUS）                   | 0    | 2    | 0    | 2    |
| 10                        | 意大利（ITA）             | 0    | 2    | 0    | 2    |
| 12                        | 英国（GBR）               | 0    | 1    | 2    | 3    |
| 12                        | 俄罗斯（RUS）             | 0    | 1    | 2    | 3    |
| 14                        | 古巴（CUB）               | 0    | 1    | 0    | 1    |
| 14                        | 新西兰（NZL）             | 0    | 1    | 0    | 1    |
| 14                        | 美国（USA）               | 0    | 1    | 0    | 1    |
| 17                        | 白俄罗斯（BLR）           | 0    | 0    | 1    | 1    |
| 17                        | 捷克（CZE）               | 0    | 0    | 1    | 1    |
| 17                        | 波兰（POL）               | 0    | 0    | 1    | 1    |
| 17                        | 乌克兰（UKR）             | 0    | 0    | 1    | 1    |
| 总计（共20个国家 / 地区） | 总计（共20个国家 / 地区） | 16   | 16   | 16   | 48   |

### 男子项目

#### 男子500米单人皮艇
| 金牌：                   | 银牌：           | 铜牌：           |
| 亚当·范库弗登（ 加拿大） | 内森·巴格利（ ） | 伊恩·温（ 英国） |

#### 男子500米双人皮艇
| 金牌：                            | 银牌：                       | 铜牌：                            |
| 德国 · 罗纳德·劳厄／蒂姆·维斯克特 | · 克林特·鲁宾逊／内森·巴格利 | 白俄羅斯 · 皮亚特鲁什卡／马克赫努 |

#### 男子1000米单人皮艇
| 金牌：                      | 银牌：             | 铜牌：                   |
| 埃里克·韦罗斯·拉森（ 挪威） | 本·福希（ 新西兰） | 亚当·范库弗登（ 加拿大） |

#### 男子1000米双人皮艇
| 金牌：                                 | 银牌：                                     | 铜牌：                                          |
| 瑞典 · 马库斯·奥斯卡松 · 亨里克·尼尔松 | 義大利 · 安东尼奥·罗西 · 贝尼亚米诺·博诺米 | 挪威 · 埃里克·韦罗斯·拉森 · Nils Olav Fjeldheim |

#### 男子1000米四人皮艇
| 金牌：                                                                     | 银牌：                                                             | 铜牌：                                                                           |
| 匈牙利 · 卡默勒·佐尔坦 · 施托茨·博通德 · 韦赖茨凯伊·阿科什 · 霍瓦特·加博尔 | 德国 · 安德烈亚斯·伊勒 · 马克·察贝尔 · 比约恩·巴赫 · 斯特凡·乌尔姆 | 斯洛伐克 · 里斯多费尔·里夏德 · 里斯多费尔·米哈伊 · 弗尔切克·埃里克 · 尤拉伊·巴恰 |

#### 男子500米单人划艇
| 金牌：                     | 银牌：               | 铜牌：              |
| 安德烈亚斯·迪特默（ 德国） | 戴维·卡尔（ 西班牙） | 奥帕列夫（ 俄羅斯） |

#### 男子500米双人划艇
| 金牌：                | 银牌：                                 | 铜牌：                          |
| 中国 · 孟关良／杨文军 | 古巴 · 易卜拉欣·罗哈斯／Ledis Balceiro | 俄羅斯 · 科斯托格罗德／科瓦列夫 |

#### 男子1000米单人划艇
| 金牌：               | 银牌：                     | 铜牌：                   |
| 戴维·卡尔（ 西班牙） | 安德烈亚斯·迪特默（ 德国） | 沃伊道·奥蒂洛（ 匈牙利） |

#### 男子1000米双人划艇
| 金牌：                                   | 银牌：                                           | 铜牌：                                   |
| 德国 · 克里斯蒂安·吉勒 · 托马什·维伦热克 | 俄羅斯 · Alexander Kostoglod · Alexander Kovalev | 匈牙利 · 科兹曼·哲尔吉 · 科洛尼奇·哲尔吉 |

#### 男子单人皮艇激流回旋
| 金牌：                 | 银牌：                 | 铜牌：                 |
| 伯努瓦·佩希尔（ 法國） | 坎贝尔·沃尔什（ 英国） | 法比安·勒菲弗（ 法國） |

#### 男子单人划艇激流回旋
| 金牌：                 | 银牌：                       | 铜牌：                   |
| 托尼·埃斯唐盖（ 法國） | 米哈尔·马尔季坎（ 斯洛伐克） | 斯特凡·普凡默勒（ 德国） |

#### 男子双人划艇激流回旋
| 金牌：                                         | 银牌：                             | 铜牌：                                       |
| 斯洛伐克 · 帕沃尔·霍赫朔尔纳 · 彼得·霍赫朔尔纳 | 德国 · 马库斯·贝克尔 · 斯特凡·亨策 | 捷克 · 雅罗斯拉夫·沃尔夫 · 翁德雷·斯捷潘内克 |

### 女子项目

#### 女子500米单人皮艇
| 金牌：                   | 银牌：                   | 铜牌：                   |
| 娜塔莎·亚尼奇（ 匈牙利） | 约瑟法·伊德姆（ 義大利） | 卡罗琳·布吕内（ 加拿大） |

#### 女子500米双人皮艇
| 金牌：                                | 银牌：                              | 铜牌：                                               |
| 匈牙利 · 科瓦奇·考陶琳／娜塔莎·亚尼奇 | 德国 · 比吉特·費雪／卡罗琳·莱昂哈特 | 波蘭 · 阿内塔·帕斯图什卡／贝娅塔·索科沃夫斯卡-库莱沙 |

#### 女子500米四人皮艇
| 金牌：                                                           | 银牌：                                                               | 铜牌：                                                                           |
| 德国 · 比吉特·費雪 · 迈克·诺伦 · 卡特琳·瓦格纳 · 卡罗琳·莱昂哈特 | 匈牙利 · 科瓦奇·考陶琳 · 绍博·西尔维娅 · 维什基·伊丽莎白 · 博陶·金高 | 乌克兰 · 因娜·奥西片科 · Tetyana Semykina · Hanna Balabanova · Olena Cherevatova |

#### 女子单人皮艇激流回旋
| 金牌：                       | 银牌：                 | 铜牌：               |
| 埃莱娜·卡莉斯卡（ 斯洛伐克） | 丽贝卡·吉登斯（ 美国） | 海伦·里夫斯（ 英国） |